# Nicki Bille Nielsen
Nicki Bille Nielsen (* 7. Februar 1988 in Vigerslev) ist ein dänischer Fußballspieler, der momentan bei Værebro BK unter Vertrag steht.

## Karriere

### Verein
Nicki Bille Nielsen begann seine Karriere 1993 in der Jugendmannschaft von Boldklubben Hellas. Von dort aus wechselte er im Zweijahrestakt zu Rikken FC und Kjøbenhavns Boldklub. 1999 kam er dann zu BK Frem København, wo er bis zum Sommer 2005 in der Jugend spielte und dann in die erste Mannschaft hochgezogen wurde. Am 31. Juli folgte sein erstes Profispiel gegen Fremad Amager. Im Oktober 2005 unterschrieb er einen Zweijahresvertrag, verhandelte aber schon einen Monat später mit den englischen Vereinen Newcastle United und FC Portsmouth. Obwohl er sich nicht als Stammspieler sah, absolvierte er in der Saison 2005/06 alle 38 Partien, in denen er vier Tore erzielte.
Im September 2006 wechselte er zum italienischen Verein Reggina Calcio. Am 8. November erzielte er in seinem Debütspiel im Coppa Italia ein Tor. Am 19. November bestritt er sein erstes Spiel in der Serie A, am Ende der Saison 2006/07 waren es insgesamt sieben. Er spielte auch für die Jugendmannschaft von Reggina, im Albo d’Oro Primavera erzielte er in zwei Spielen zwei Tore gegen den AC Mailand. Unter dem neuen Trainer Massimo Ficcadenti konnte er sich bei den Kalabriern keinen Stammplatz erkämpfen, daher wechselte er auf Leihbasis zu zwei Teams aus der Serie C1, nämlich zur AC Martina und AS Lucchese Libertas. Beide Vereine gingen während seiner Anwesenheit in Konkurs und laut seinem Agenten bezahlte Reggina Calcio ihm keinen Lohn mehr. Daraufhin entschied er sich, nicht für sein Gehalt zu klagen und löste den bis Juni 2009 datierten Vertrag auf. Darüber hinaus musste er nach einer roten Karte für Lucchese eine achtwöchige Sperre absitzen.
Im August 2008 kehrte er nach Dänemark zurück und trainierte beim FC Nordsjælland. Am 18. September entschied die Dansk Boldspil Union, ihm zu helfen, die Fußballkarriere wieder in den Griff zu kriegen. Seine Sperre lief am neunten Spieltag aus, obwohl er bei keinem Klub unterschrieben hatte, was ihn im Oktober für den FC Nordsjælland verfügbar machte. Eine Woche später unterschrieb er seinen Vertrag. In seiner ersten Saison absolvierte er neun Spiele und war Ersatz für den Stoßstürmer Martin Bernburg. Als Bernburg in der Saison 2009/10 verkauft wurde, nahm Nielsen seinen Stammplatz ein, absolvierte 32 Spiele und schoss acht Tore. Er gehörte auch zu der Mannschaft, die den dänischen Pokal 2010 gewann.
Im September 2010 wechselte zum spanischen Verein FC Villarreal und unterzeichnete einen Vierjahresvertrag. Zunächst wurde er nur in der B-Mannschaft eingesetzt, in seinem ersten Spiel erzielte er beim 5:1-Sieg über SD Ponferradina zwei Tore. Am 5. Februar 2011 bekam er dann die Chance, in der A-Mannschaft zu debütieren. Bei der 0:1-Niederlage gegen UD Levante wurde er in der 76. Minute für Cani eingewechselt.
Zur Saison 2011/12 wurde er für ein Jahr an den FC Elche in die Segunda División verliehen. Sein Debüt gab er am 28. August beim 4:1-Sieg über den FC Girona. Für die Saison 2012/13 wurde Bille vom FC Villarreal an die Madrider Erstligamannschaft Rayo Vallecano ausgeliehen.
Anfang Januar 2013 wechselte Nielsen zum norwegischen Erstligisten Rosenborg Trondheim. Er unterschrieb einen Vierjahresvertrag bis Ende Dezember 2016. Nachdem Nielsen bis zum Juli 2014 in 38 Ligaspielen elf Tore für Rosenborg erzielte konnte, wechselte er zur Saison 2014/15 zum französischen Verein FC Évian Thonon Gaillard. Weitere Stationen führten in nach Polen und Griechenland und wiederholt in sein Heimatland.

### Nationalmannschaft
Im September 2005 debütierte Nielsen in der dänischen U-18 und absolvierte bis zum Februar 2006 vier Länderspiele. Im August 2006 wurde er im Rahmen des Milk Cups für die U-20-Nationalmannschaft nominiert, da Nicklas Pedersen verletzungsbedingt ausfiel. Bei diesem Turnier erzielte er in zwei Spielen ein Tor. Von September 2006 bis Juni 2007 traf er für die U-19-Nationalmannschaft in neun Spielen dreimal. Auch beim Milk Cup 2007 spielte er für die U-20, dieses Mal gelang ihm ein Tor in drei Spielen.
Nach seiner Leihe beim AC Martina, wurde er anstelle des verletzten Bo Storm in die U-21-Nationalmannschaft berufen und gab sein U-21-Debüt im September 2007. Bis zu seinem Wechsel zum FC Nordsjælland wurde er vorerst nicht mehr für die U-21 berücksichtigt. Im November 2008 bestritt er sein sechstes und letztes U-20-Länderspiel. Im Januar 2009 kehrte er in die U-21-Nationalmannschaft zurück. Beim Turnier von Toulon im Mai 2010 gehörte er zum Kader und erzielte in vier Spielen fünf Tore, damit Torschützenkönig und führte seine Mannschaft bis ins Finale. Dort unterlag man mit 2:3 gegen die Elfenbeinküste.
Im Mai 2010 wurde Bille Nielsen von U-21-Nationaltrainer Keld Bordinggaard für den vorläufigen Kader zur U-21-Fußball-Europameisterschaft im eigenen Lande nominiert.
Am 14. August 2013 debütierte er in Dänemarks A-Nationalmannschaft beim Freundschaftsspiel gegen die polnische Nationalmannschaft (2:3). Ungefähr zwei Monate später erzielte er beim 6:0-Sieg über Malta sein erstes A-Länderspieltor.

## Erfolge
- Dänischer Fußballpokal: Sieger 2010

## Sonstiges
Nicki Nielsen ist der Cousin von Daniel Wass, der ebenfalls Profifußballer ist.